# Rogów (powiat brzeziński)
Rogów – osada w Polsce położona w województwie łódzkim, w powiecie brzezińskim, w gminie Rogów.
Do 1953 roku miejscowość była siedzibą gminy Mroga Dolna. W latach 1975–1998 miejscowość należała administracyjnie do województwa skierniewickiego.
Miejscowość jest siedzibą gminy Rogów.
8 listopada 1906 miała tu miejsce akcja ekspropriacyjna, przeprowadzona przez Organizację Bojową PPS pod dowództwem Józefa Montwiłła-Mireckiego na konwój pocztowy.

## Arboretum w Rogowie
W Rogowie znajduje się Leśny Zakład Doświadczalny SGGW wraz z Muzeum Lasu i Drewna, Centrum Edukacji Przyrodniczo-Leśnej i Arboretum (okazały zbiór roślin z całego świata, od małych alpejskich roślinek po ogromne kolekcje drzew i krzewów z Azji, Europy i obu Ameryk) założone w 1923 r., kiedy to na wyłączonym z Nadleśnictwa terenie posadzono pierwsze drzewa – daglezje zielone. Znajduje się w nim ok. 3200 gatunków i odmian roślin, m.in. największa w Polsce kolekcja klonów (ponad 180 gatunków i odmian).

## Kolej Wąskotorowa Rogów – Rawa – Biała
Atrakcją turystyczną Rogowa jest Kolej Wąskotorowa Rogów – Rawa – Biała zbudowana jako wojskowa kolej polowa przez wojska niemieckie podczas pierwszej wojny światowej. Linia powstała po to by zaopatrywać front w żywność, broń i amunicję, oraz by wywozić rannych niemieckich żołnierzy. Po zakończeniu działań wojennych na tym terenie Niemcy uciekając przed wojskiem rosyjskim nie zdążyli rozebrać kolei. Po odzyskaniu przez Polskę niepodległości kolej została przejęta przez PKP i tak dotrwała do 2001 r., kiedy to PKP wydało decyzję o likwidacji linii.
Kolejkę uratowali, pracujący jako wolontariusze, miłośnicy wąskiego toru z Fundacji Polskich Kolei Wąskotorowych. Od tamtej pory jest ona pod ich zarządem. Przez 6 lat odremontowano część zabytkowego taboru oraz wznowiono przewozy turystyczne. Na stacji Rogów Towarowy Wąskotorowy powstaje ekspozycja taboru. Dzięki zaangażowaniu wolontariuszy Fundacji i lokalnej społeczności w dawnym budynku Magazynu No. 1 na stacji Rogów Towarowy Wąsk. powstała sala muzealna dokumentująca historię Kolei Rogowskiej.

## Zabytki
Według rejestru zabytków Narodowego Instytutu Dziedzictwa na listę zabytków wpisane są obiekty:
- zespół pałacowy i folwarczny, k. XIX w., 1916, nr rej. A 504 z 8.11.1978, :
  - pałac
  - park, nr rej. A 483 z 16.09.1976
  - brama na folwark
  - folwark:
    - gorzelnia
    - spichrz
    - 2 stodoły
    - obora
    - ogrodzenie z bramami

Zespół folwarczno-pałacowy wybudowany został przez Ignacego Wilskiego, właściciela ziemskiego, znanego rolnika, myśliwego, fundatora ziemi pod kościół w Rogowie. Później należał do jego synów. Znacjonalizowany po II wojnie światowej. Na terenie całego majątku działał PGR. Obecnie rozprzedany. Pałac (dwór) zaniedbany, pozbawiony uprzednich ozdób charakterystycznych dla okresu secesji, do dziś nie odzyskał świetności.
- Rogowska Kolej Dojazdowa, wąskotorowa, 1914, nr rej. 1000 A z 31.12.1996:
  - układ torowy na odcinku Rogów - Rawa Mazowiecka - Biała Rawska
  - most stalowy na rzece Rawce, 1928
  - budynek zarządu kolei, 1924
  - budynek elektrowni, 1915

Na terenie wsi znajduje się cmentarz z okresu I wojny światowej.